# Капунс
Капунс (нем. capuns) — традиционное блюдо кантона Граубюнден в Швейцарии, преимущественно готовится в западной части.
Название, по одной из версий происходит от романшского слова chapun — «петушок», с мясом которого чаще всего готовили капунс. Впервые упоминается в письменных источниках в 1742 году.
Начинка сделана из теста для шпецле с приправами и кусочками сушеного мяса, например, вяленой говядины или Залцса (копчёные колбасы), и завернута в лист мангольда, как голубцы. Их варят в бульоне, молоке и воде и подают с тертым сыром.